# Nerius Alom
Nerius Alom (sinh ngày 29 tháng 11 năm 1994, ở Puncak) là một cầu thủ bóng đá người Indonesia thi đấu cho Perseru Serui ở Liga 1 ở vị trí tiền vệ. Nerius có một người anh cũng là cầu thủ bóng đá, Nelson Alom 

## Sự nghiệp trẻ
Ngày 10 tháng 10 năm 2014, Nerius  được bầu chọn là cầu thủ xuất sắc nhất ở Indonesia Super League 2014 U-21. Hơn nữa, anh còn giúp Semen Padang U-21 vô địch Indonesia Super League U-21 lần đầu tiên sau khi đánh bại Sriwijaya FC U-21 

## Sự nghiệp

### Persipura Jayapura
Năm 2016, Nerius gia nhập Persipura Jayapura ở Indonesia Soccer Championship A 2016, và Nerius có màn ra mắt, thi đấu 19 phút trước Bali United F.C. ở vòng hai 